# Lycée Lessing

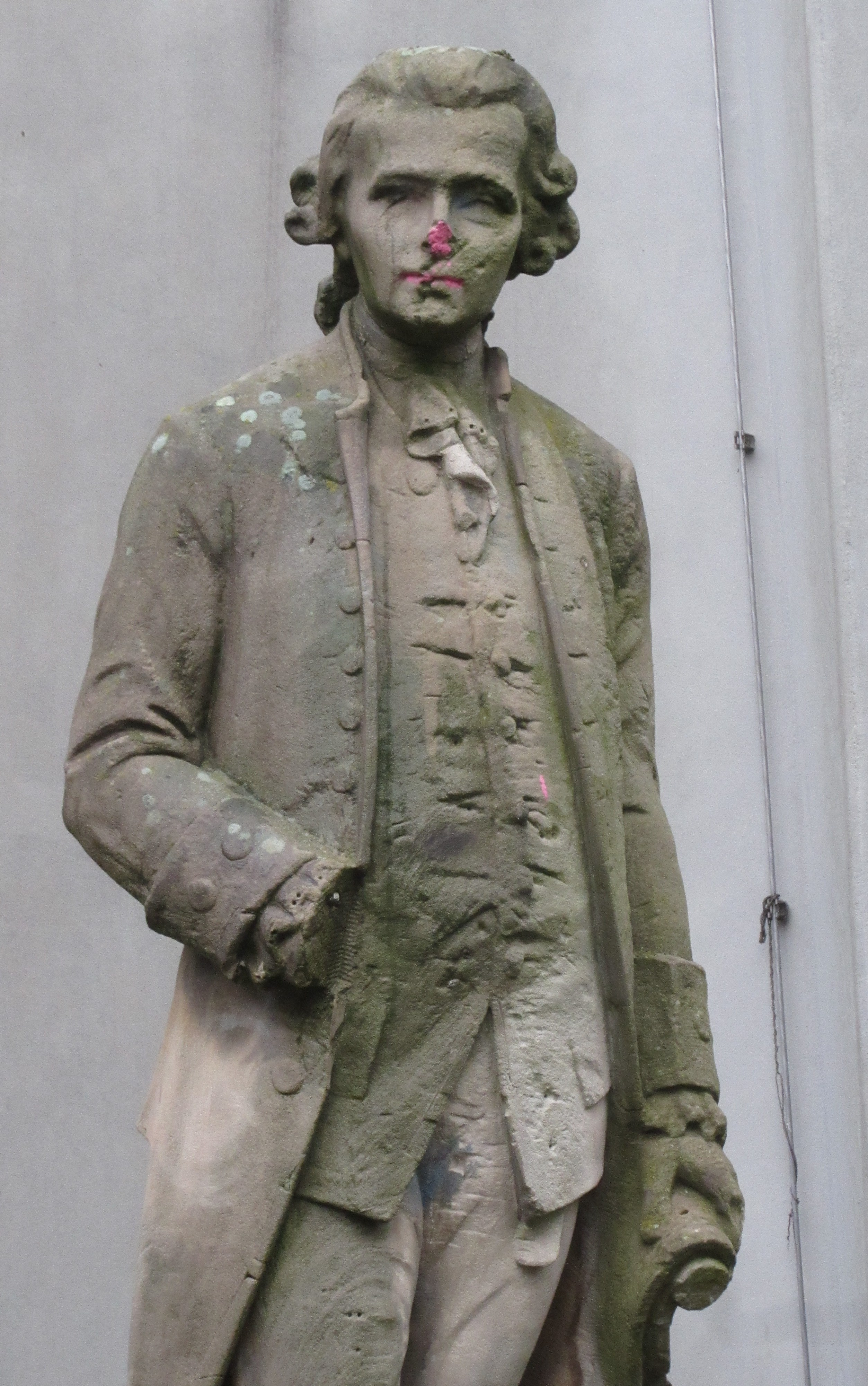
Statue de Lessing devant le lycée

Le Lycée Lessing (en allemand : Lessing-Gymnasium) est un lycée de Francfort-sur-le-Main. L’école est fondée en 1520 et elle porte le nom de Gotthold Ephraim Lessing (1729–1781). Elle est avec le lycée Goethe l’une des plus vieilles écoles de Francfort-sur-le-Main. L'établissement compte environ 800 élèves.
La première langue étrangère au lycée Lessing est le latin. Les élèves peuvent choisir le grec ancien en tant que troisième langue étrangère à partir de la huitième classe (en système allemand). L’école est un lycée avec point fort en musique.
Georg Philipp Telemann (1681–1767), Georg Friedrich Grotefend (1775–1853), Carl Ritter (1779–1859), Tycho Mommsen (1819-1900), Theodor Creizenach (1818-1877) y ont été professeurs.
D'anciens élèves de l’école sont : Friedrich Wöhler (1800–1882), Hermann von Meyer (1801–1869), Carl Remigius Fresenius (1818–1897), Wilhelm Wagner (1843-1890), Bernhard von Bülow (1849-1929), Carl-Heinrich von Stülpnagel (1886–1944), Hans Schrepfer (1887-1945), Caesar von Hofacker (1896–1944), Peter Stein (1937-), Jörg Fauser (1944–1987), Martin Mosebach (1951-) et Florian Henckel von Donnersmarck (1973-).